# 산데오탈루스속
산데오탈루스속(Sandeothallus)은 리본이끼목에 속하는 우산이끼류 속의 하나이다. 산데오탈루스과(Sandeothallusceae)의 유일속이다. 동아시아에 제한적으로 분포하는 우산이끼 속이다.

## 하위 종
- Sandeothallus japonicus
- Sandeothallus radiculosus